# Mathías Cardacio
Mathías Cardacio (aussi orthographié Cardaccio) est un footballeur uruguayen né le 2 octobre 1987 à Montevideo. Il joue actuellement à Dorados de Sinaloa comme un milieu de terrain défensif. Il possède un passeport italien.
Capable de jouer des deux pieds, Cardacio est un joueur polyvalent qui se targue de pouvoir jouer partout dans l'entre jeu. Possédant une belle frappe lointaine et une bonne vision du jeu, il a déclaré s'inspirer de Pirlo[réf. nécessaire].

## Carrière en club

### Club Nacional de Montevideo
Cardacio a joué son premier match avec le Nacional, le 28 février 2007 en Copa Libertadores face au Vélez Sársfield (1-1). D'ailleurs, en 2007 et 2008, il jouera respectivement 9 et 7 matchs dans cette compétition.
Ses bonnes performances attireront la convoitise de plusieurs grands clubs dont le Boca Juniors, l'Atlético de Madrid, Villaréal et la Juventus. En janvier 2008, le joueur aurait même dû rejoindre la Lazio de Rome mais le transfert ne s'est finalement pas conclu.

### Milan AC
Finalement, c'est le Milan AC qui le recrutera le 30 juillet 2008, en même temps qu'un de ses compatriotes, Tabaré Viudez, pour une durée de quatre ans.
Dès le mois d'août, il put montrer son aisance technique lors du Trofeo Birra Moretti (tournoi amical) : ses premiers pas avec le maillot rossonero furent convaincants. Cependant, le 3 septembre 2009 il retourne en Uruguay, en signant au Defensor Sporting.

## Carrière internationale
Cardacio a participé à la Coupe sud-américaine des -20 ans avec l'Uruguay où l'équipe terminera à la troisième place. Il a également participé à la Coupe du monde dans la même catégorie.
Il fait son « baptême » avec l'équipe nationale d'Uruguay lors de sa première sélection contre la France.